# Руда Гута (гміна)
Гміна Руда Гута (пол. Gmina Ruda-Huta) — сільська гміна у східній Польщі. Належить до Холмського повіту Люблінського воєводства.
Станом на 31 грудня 2011 у гміні проживало 4787 осіб.

## Площа
Згідно з даними за 2007 рік площа гміни становила 112.48 км², у тому числі:
- орні землі: 73.00%
- ліси: 17.00%

Таким чином, площа гміни становить 6.32% площі повіту.

## Населення
Станом на 31 грудня 2011:
| Опис     | Загалом | Загалом | Чоловіки | Чоловіки | Жінки | Жінки |
| -------- | ------- | ------- | -------- | -------- | ----- | ----- |
| одиниця  | осіб    | %       | осіб     | %        | осіб  | %     |
| все      | 4787    | 100     | 2411     | 50.37    | 2376  | 49.63 |
| міське   | 0       | 100     | 0        |          | 0     |       |
| сільське | 4787    | 100     | 2411     | 50.37    | 2376  | 49.63 |

## Сусідні гміни
Гміна Руда Гута межує з такими гмінами: Воля-Угруська, Дорогуськ, Савін, Холм.